# Cultura Independència II
La Cultura Independència II fou una cultura paleoesquimal que va florir al nord i el nord-est de Groenlàndia entre el 700 i el 80 abans de la nostra era, al nord i al sud del Fiord de la Independència. La Cultura Independència II va existir si fa no fa en les mateixes zones de Groenlàndia que la Cultura Independència I, que es va extingir sis segles abans del començament d'Independència II.
La Cultura Independència II està testificada al nord de Groenlàndia pels assentaments al centre de la Terra de Peary. Allí s'estima que la població d'Independència II era de no més de quatre a sis famílies, per això degué estar en contacte amb els habitants de l'illa d'Ellesmere, al Canadà, o amb els del nord-est de Groenlàndia.
S'ha argumentat que no hi ha pas pràcticament cap diferència entre les cultures materials d'Independència II i la cultura contemporània de Dorset al sud de Groenlàndia, coneguda com a Dorset I. Els que agrupen aquestes dues entitats s'hi refereixen conjuntament com a Dorset groenlandés. A diferència d'Independència II, al sud, Dorset I va persistir almenys fins a l'any 800.
L'explorador danés Eigil Knuth fou el primer a reconéixer l'existència d'Independència I i II.